# Tribulus ranunculiflorus
Tribulus ranunculiflorus är en pockenholtsväxtart som beskrevs av F. Müll.. Tribulus ranunculiflorus ingår i släktet tiggarnötter, och familjen pockenholtsväxter. Inga underarter finns listade i Catalogue of Life.